# Арукас
Арукас (шп. Arucas) град је у Шпанији у аутономној заједници Канарска Острва у покрајини Лас Палмас. Према процени из 2017. у граду је живело 37 299 становника.

## Становништво
Према процени, у граду је 2017. живело 37 299 становника.
| 2017.  |
| ------ |
| 37 299 |